# جون بارك (موسيقي)
جون بارك (بالإنجليزية: John Park)‏ هو موسيقي ومغني وكاتب أغاني أمريكي، ولد في 13 سبتمبر 1988 في نورث بروك في الولايات المتحدة.

## وصلات خارجية
- جون بارك على موقع IMDb (الإنجليزية)
- جون بارك على موقع ميوزك برينز (الإنجليزية)
- جون بارك على موقع قاعدة بيانات الفيلم (الإنجليزية)